# Crimson Polaris
Crimson Polaris fue un buque de carga que se partió en dos y se hundió en agosto de 2021.

## Hundimiento
Crimson Polaris fue un carguero que se terminó en 2008. El 11 de agosto de 2021, encalló en Hachinohe, Japón, cerca del final de un viaje desde Tailandia que transportaba 44.000 toneladas de astillas de madera. Al día siguiente se partió en dos, entre las bodegas 5 y 6, derramando un rastro de petróleo de 24 kilómetros (15 millas) de largo y 800 metros (0,50 millas) de ancho, con 1.600 toneladas de petróleo restantes en el barco.  La popa se hundió mientras la sección delantera era remolcada a puerto para su descarga.